# René Schützenberger
Pour les articles homonymes, voir Schutzenberger.

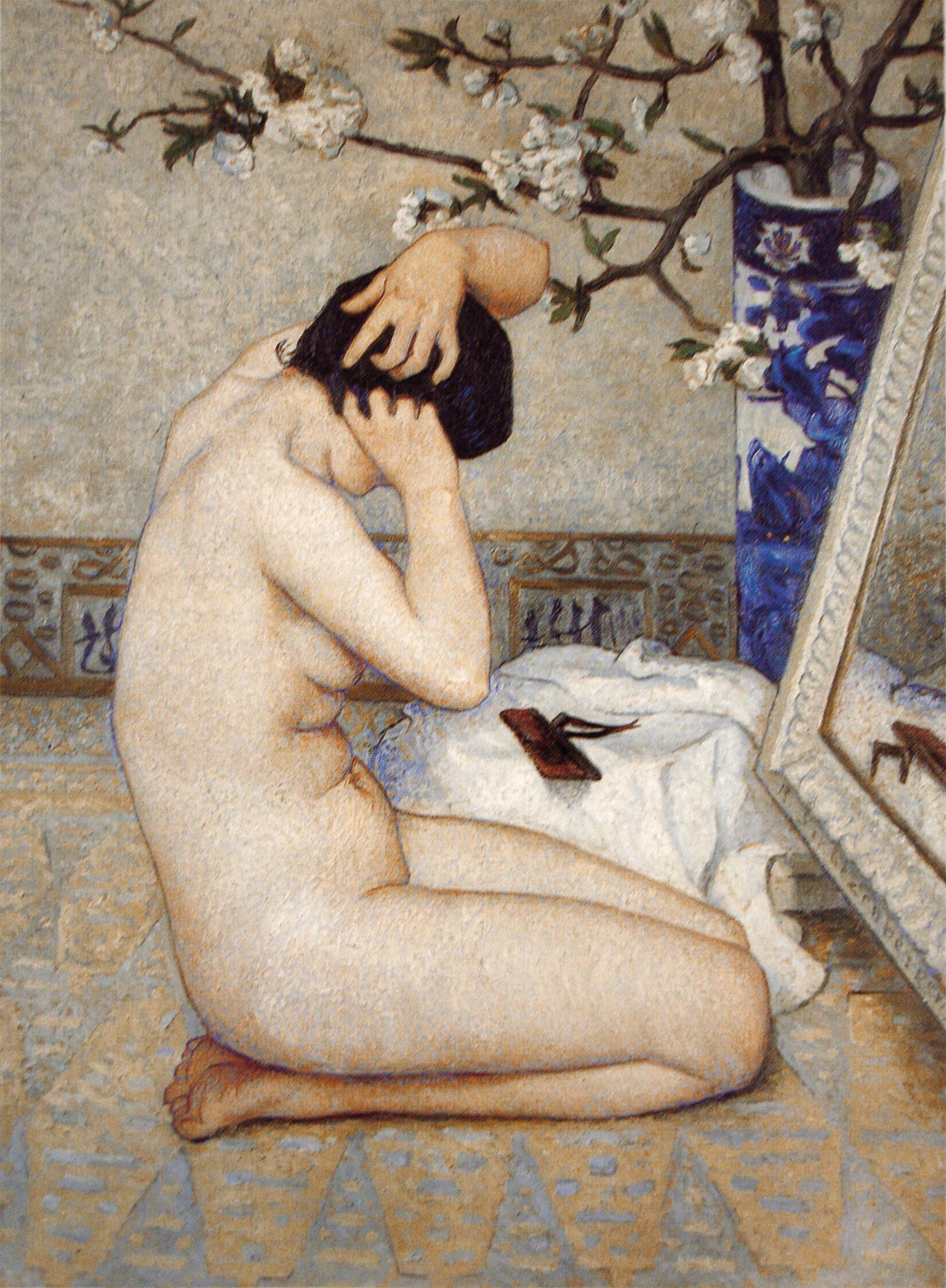
La Coiffure (Salon de 1911).

René Paul Schützenberger, né à Mulhouse le 29 juillet 1860 et mort à Paris le 31 décembre 1916, est un peintre français.

## Biographie
René Schützenberger est issu de la famille alsacienne qui créa la brasserie du même nom. Son père est le chimiste Paul Schützenberger (1829-1897). Le peintre alsacien Louis Frédéric Schützenberger (1825-1903) est son cousin.
Il fréquente l'atelier de Jean-Paul Laurens à l'Académie Julian à Paris.
Il  expose au Salon des artistes français dès 1889, au Salon des indépendants dès 1902 et au Salon de la Société nationale des beaux-arts dès 1906. Il obtient une mention honorable au Salon de 1897 et à l'Exposition universelle de 1900.
Il pratique la peinture de genre, de portrait, de nu et de paysage. Il aborde des sujets de la vie quotidienne et des scènes intimistes. Son art s'inscrit dans le courant du postimpressionnisme. Ses dessins sont d'un style japonisant proche de celui des artistes nabis.

## Œuvres
- Devant la fenêtre, 1887.
- Le Chapeau du dimanche, 1888.
- Veuve et orpheline, 1888.
- Les Loisirs du vieux marin, 1889[4].
- Sur la plage, 1889.

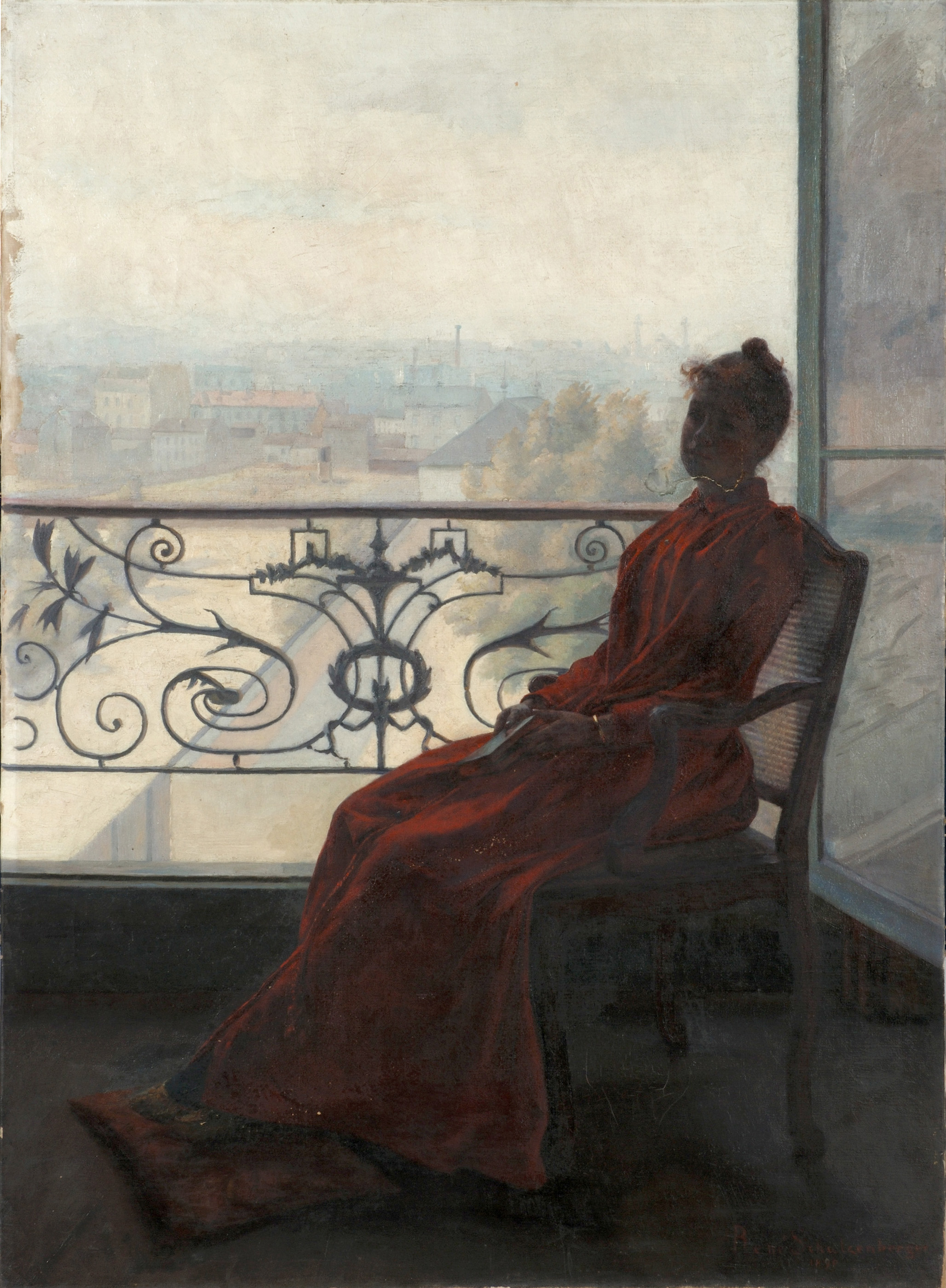
Liseuse à la fenêtre (1890), musée de Soissons.

- Liseuse à la fenêtre, 1890, Salon de 1891 (no 1509), musée de Soissons[5],[6],[7].
- La Madeleine au tombeau, 1890, Salon de 1891 (no 1510)[6] et Salon des beaux-arts de Lyon de 1898 (no 622).
- La Femme en blanc, Salon de 1895 (no 1730).
- Le Moulin du Pressoir, Salon des beaux-arts de Lyon 1898 (no 623).
- Portrait, Exposition universelle de 1900 (no 1760)[8].
- Avant le tub, Salon de la Société nationale des beaux-arts de 1906 (no 1099)[9].
- Labour, Salon des indépendants de 1906 (no 3732)[10].
- Quatre Vues de Bruges, Salon des indépendants de 1906 (no 4546-4547)[11].
- Le Mur du séminaire, Bruges, Salon des indépendants de 1906 (no 4548).
- Le Quai des Meuniers (Bruges), Salon des indépendants de 1906 (no 4549).
- Le Quai vert (Bruges), Salon des indépendants de 1906 (no 4550).
- Le Dyver (Bruges), Salon des indépendants de 1906 (no 4551).
- Le Béguinage (Bruges), Salon des indépendants de 1906 (no 4552).
- Le Marché rue Saint-Jacques (Bruges), Salon des indépendants de 1906 (no 4552).
- Le Vivier, Salon des indépendants de 1907 (no 4445)[12].
- L'Allée des pommiers, Salon des indépendants de 1907 (no 4446).
- Le Repos, Salon des indépendants de 1907 (no 4447).
- Les Meuillettes, Salon des indépendants de 1907 (no 4448).
- La Venelle, Salon des indépendants de 1907 (no 4449).
- La Haie, Salon des indépendants de 1907 (no 4450).
- L'Énigme, Salon de la Société nationale des beaux-arts de 1907 (no 1073)[13].
- La Toilette, Salon de la Société des amis des arts de Nantes de 1907 (no 299).
- Femme et chat, Salon des indépendants de 1908 (no 5493)[14].
- L'Ombre des grands peupliers, Salon des indépendants de 1908 (no 5494).
- La Plaine, Salon des indépendants de 1908 (no 5495).
- Le Coteau, Salon des indépendants de 1908 (no 5496).
- Les Javelles, Salon des indépendants de 1908 (no 5497).
- P'tit, p'tit, p'tit !!!, Salon des indépendants de 1908 (no 5498).
- Les Larmes dans les yeux, Salon de la Société nationale des beaux-arts de 1908 (no 1045).
- La Bataille, ou Notre Peau est jaune, la leur est blanche ; l'or vaut mieux que l'argent, 1909, Salon de la Société nationale des beaux-arts de 1910[15].
- La Partie de dés, 1910, Salon de la Société nationale des beaux-arts de 1911 (no 1154).
- La Coiffure, Salon de la Société nationale des beaux-arts de 1911 (no 1156).
- L'Écran de ses cheveux, 1911, Salon de la Société nationale des beaux-arts de 1912 (no 1162).
- Le Paravent fleuri, 1911, Salon de la Société nationale des beaux-arts de 1912 (no 1161).
- La Femme et la fleur, Salon de la Société nationale des beaux-arts de 1913 (no 1137)[16].
- Le Collier de jade, Salon de la Société nationale des beaux-arts de 1914 (no 1084).
- Le Parfum, Salon de la Société nationale des beaux-arts de 1914 (no 1083).

## Galerie

Œuvres de René Schützenberger
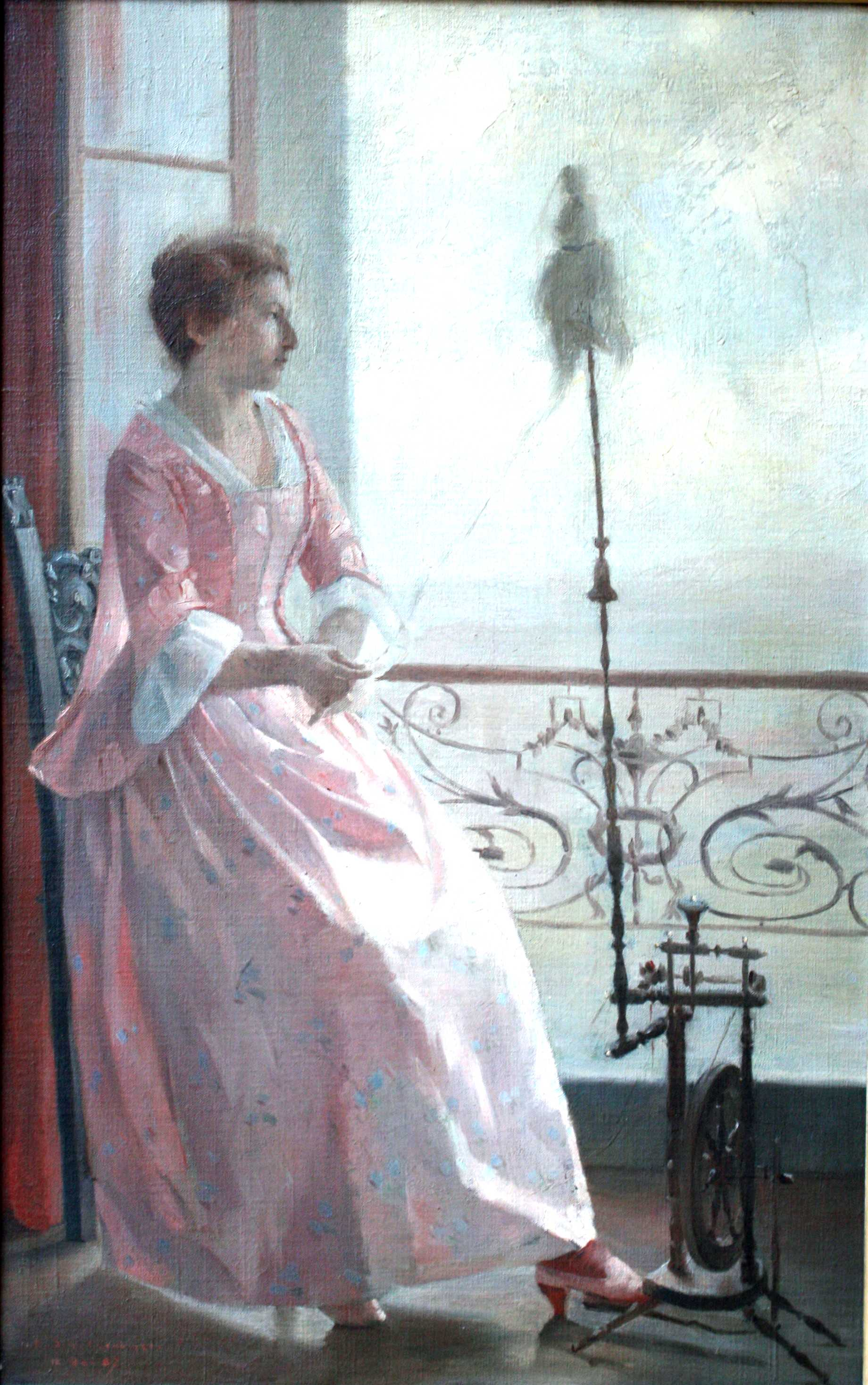
Devant la fenêtre (1887).
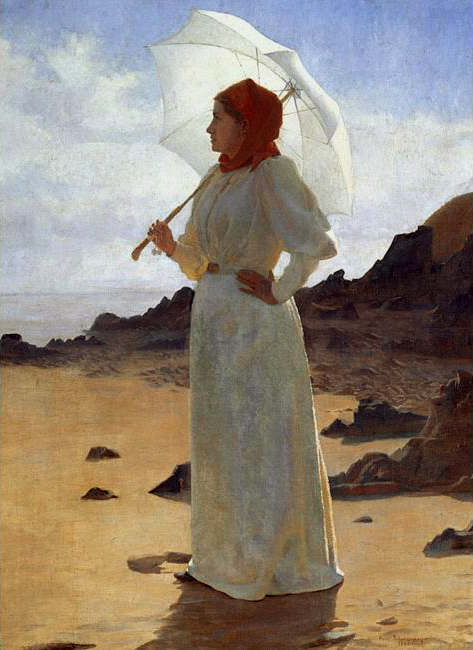
La Femme en blanc (1895).
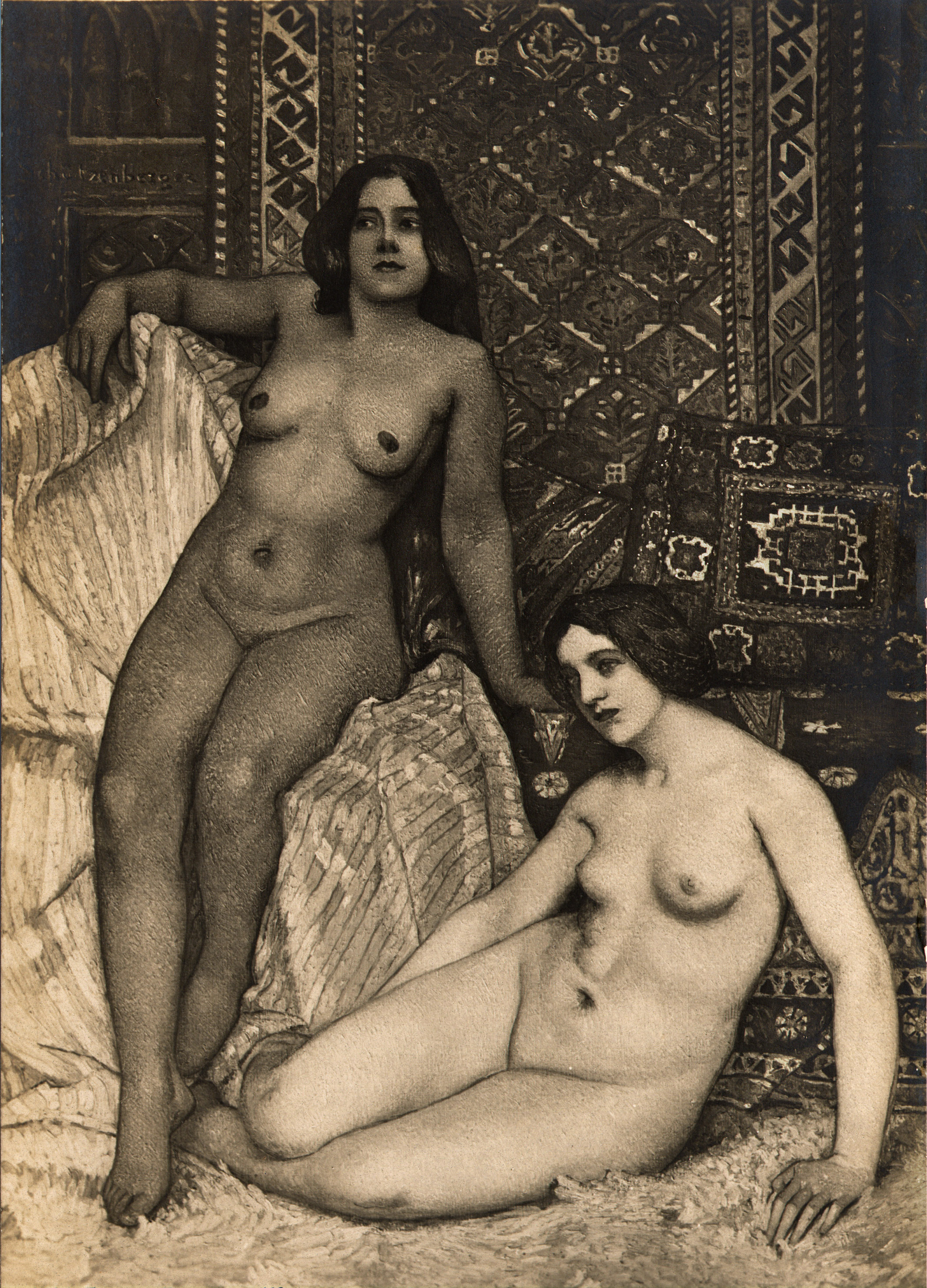
La Bataille (1909).
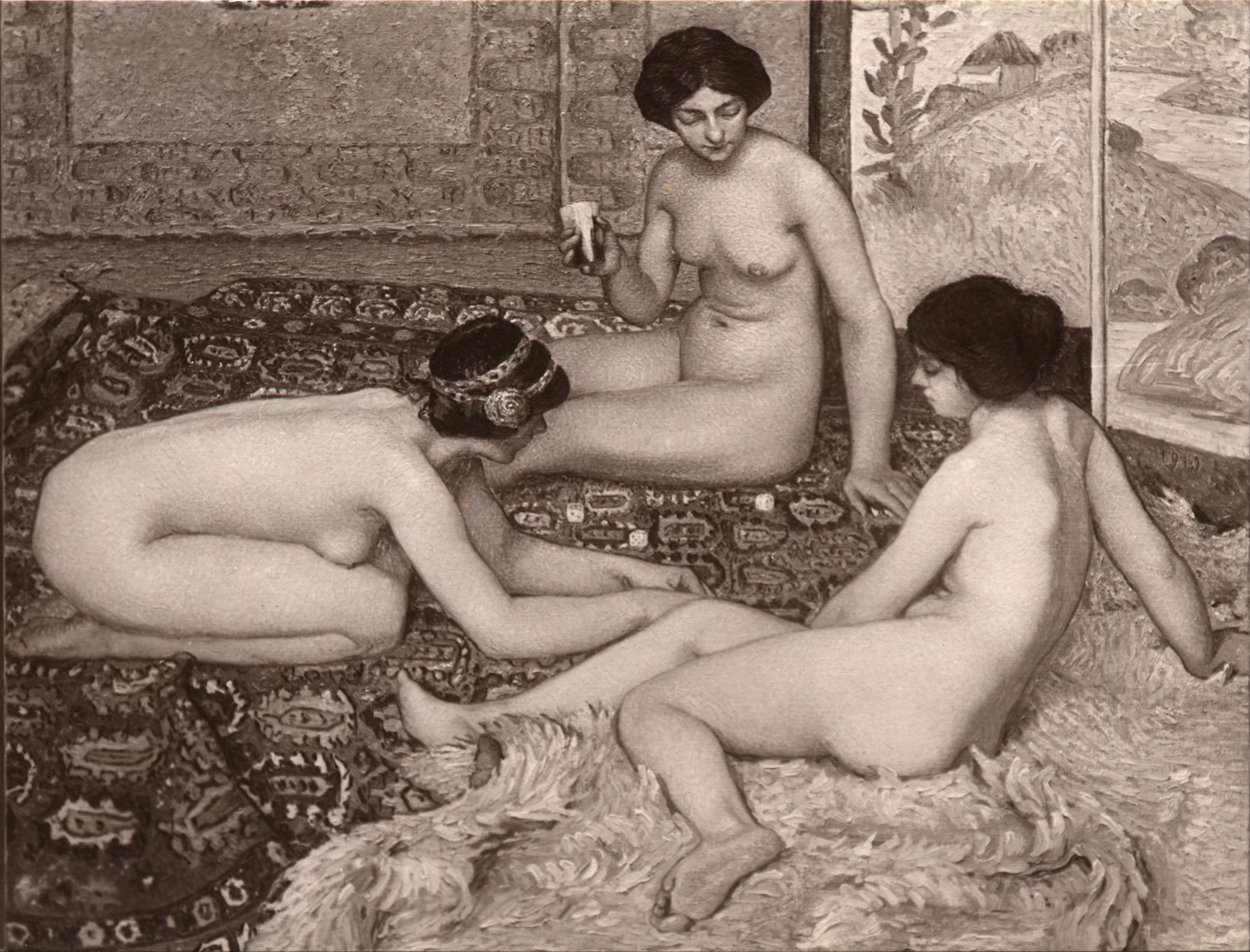
La Partie de dés (1910).
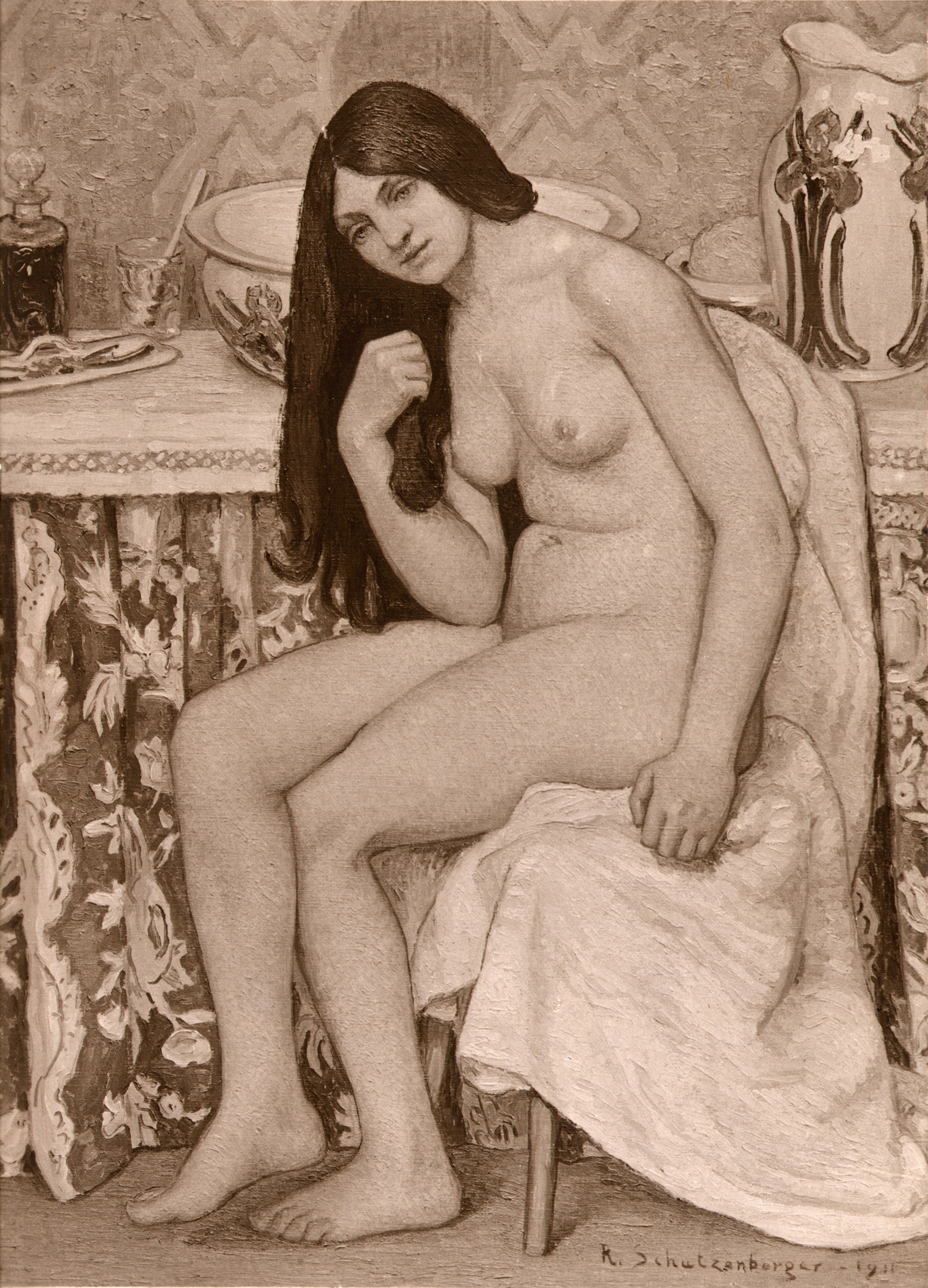
L'Écran de ses cheveux (1911).
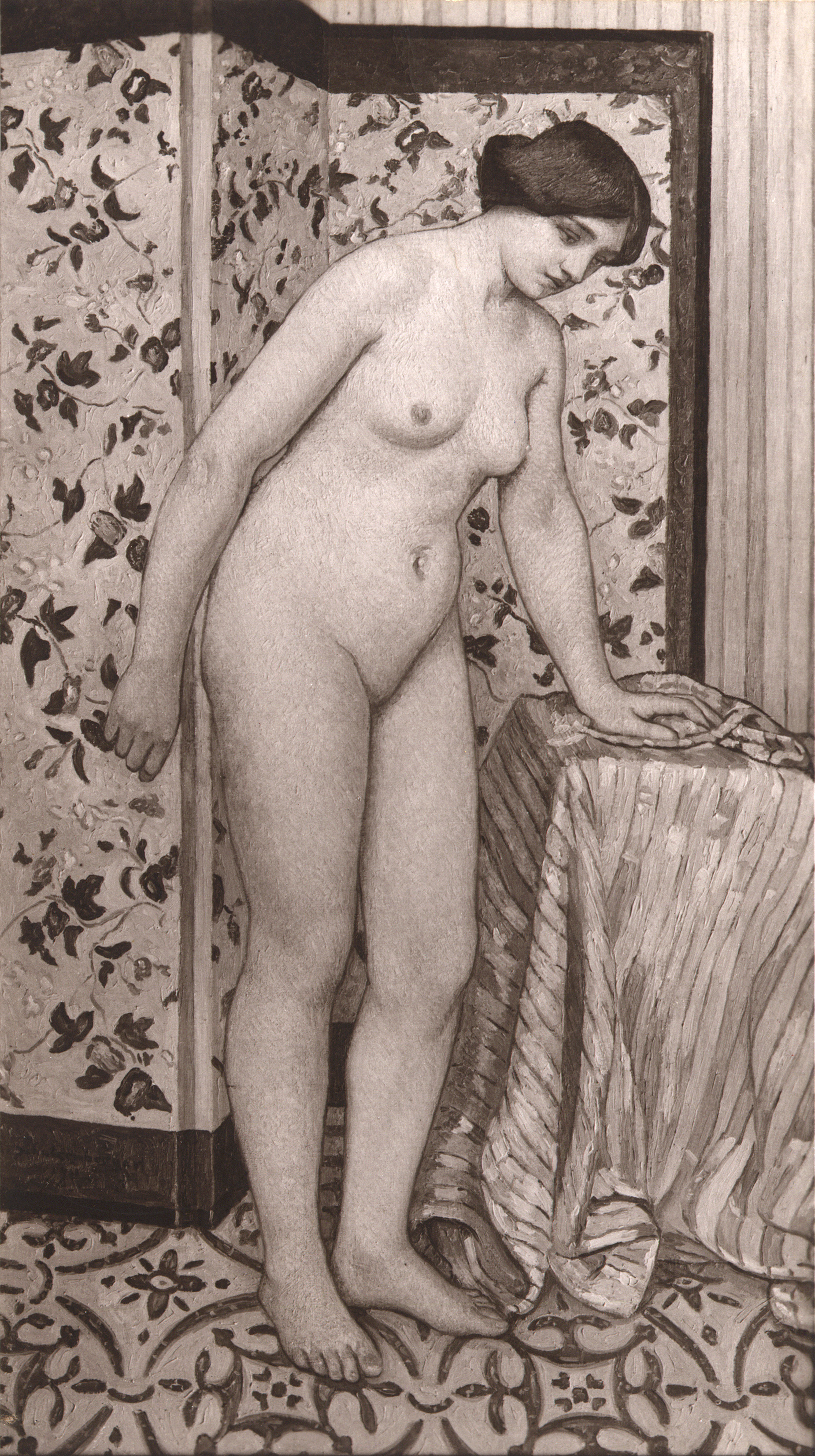
Le Paravent fleuri (1911).
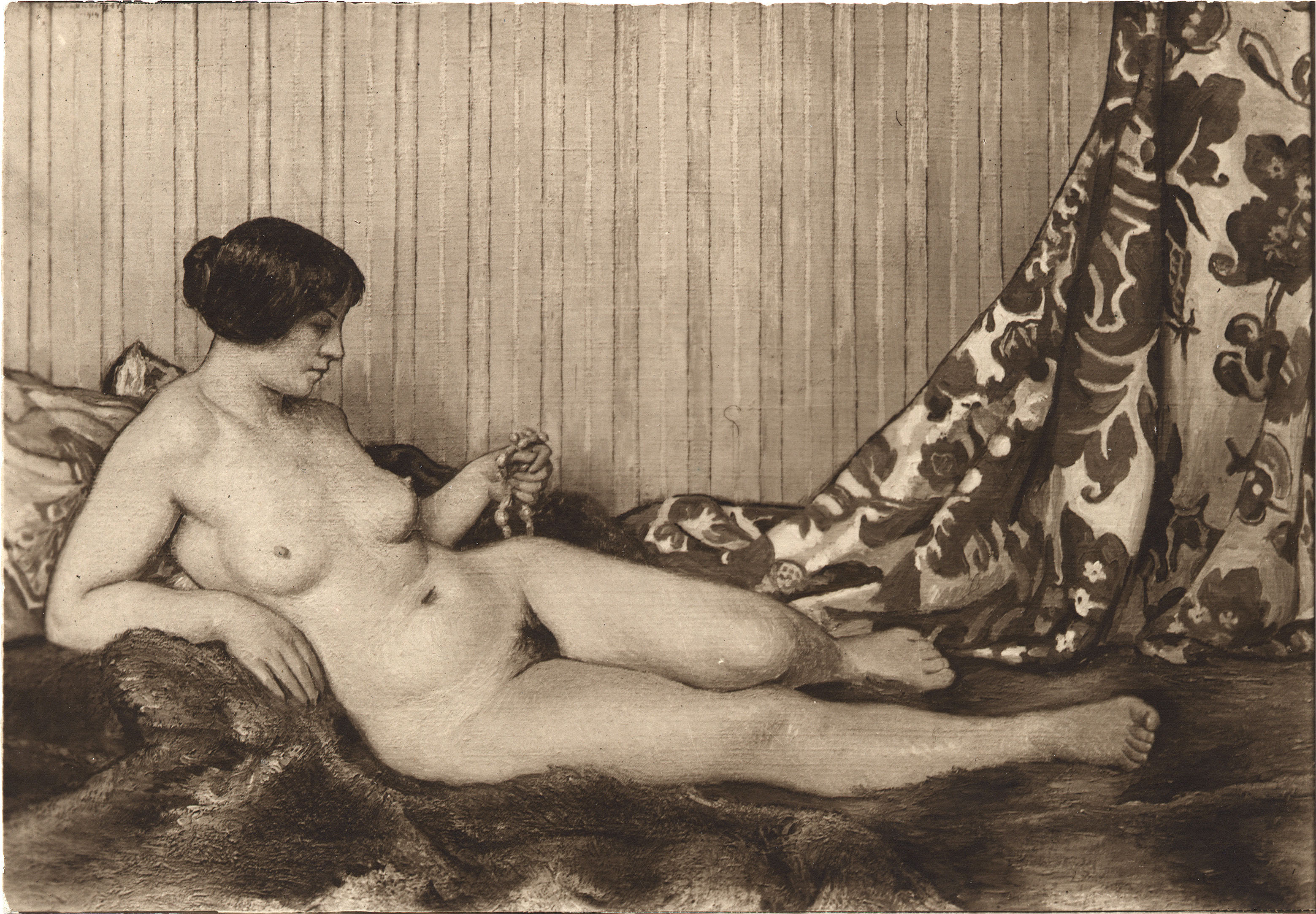
Le Collier de jade (1914).
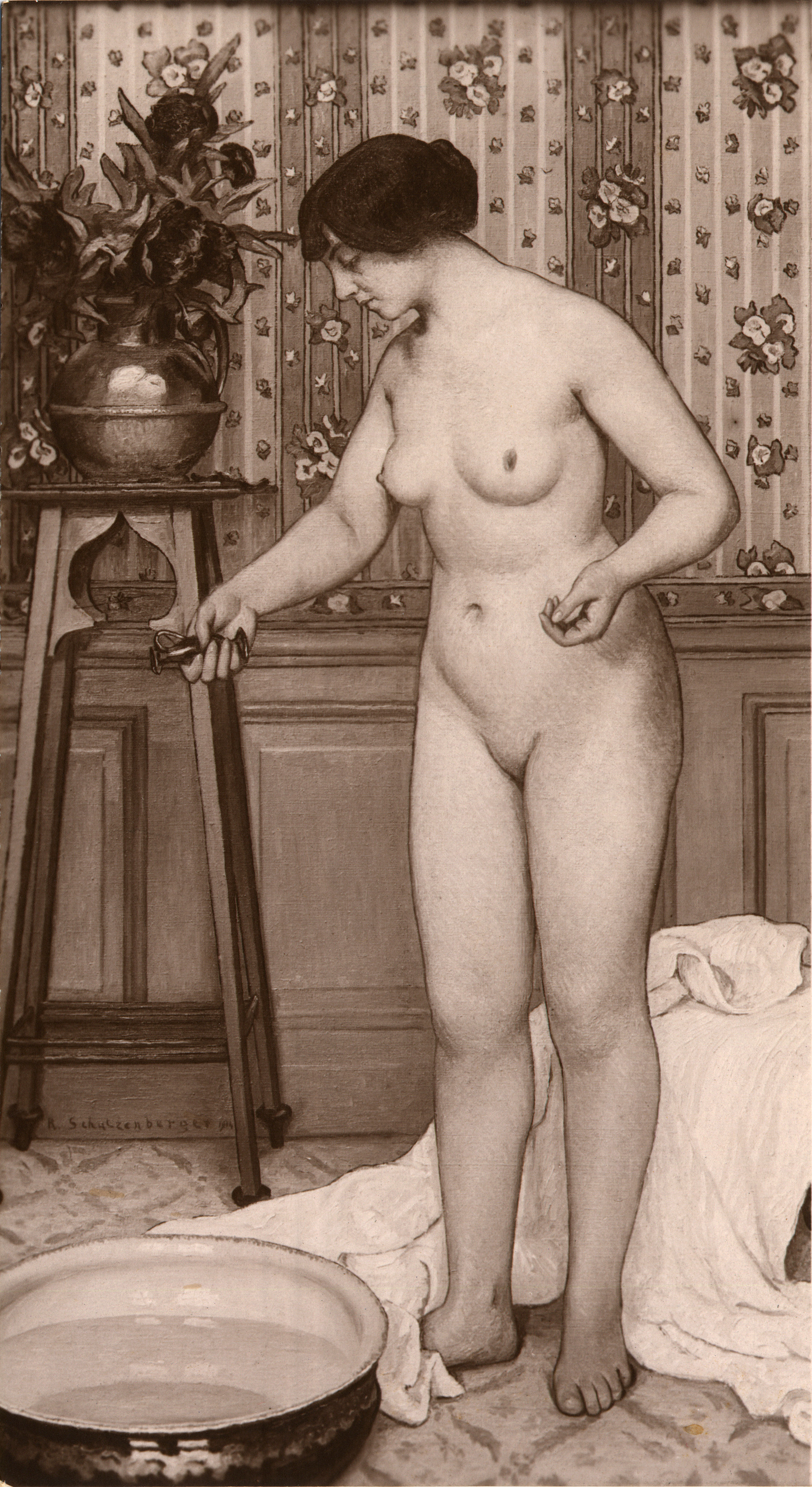
Le Parfum (1914).
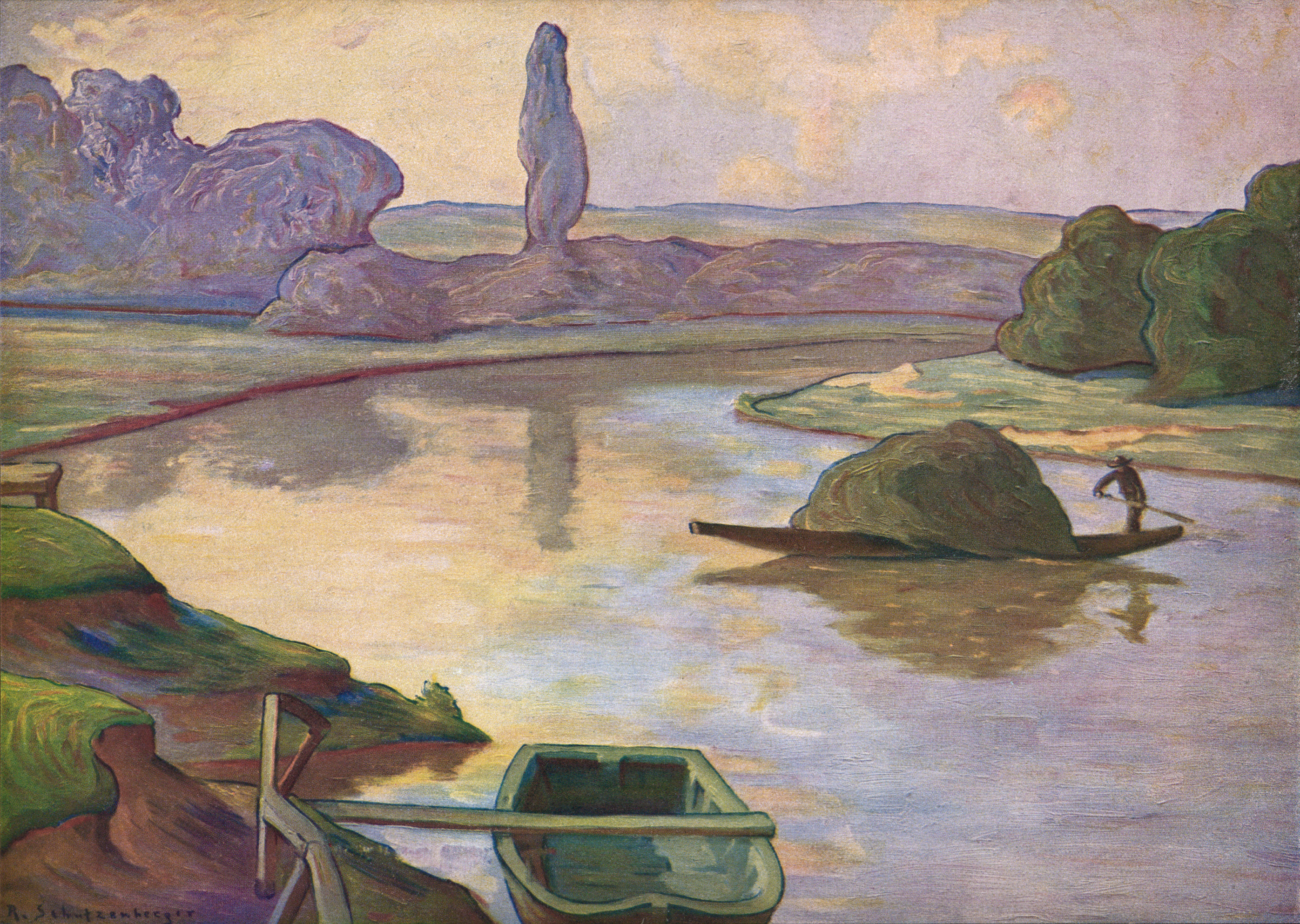
Les Îles du Rhin près de Strasbourg.